# Javier Sotomayor
Javier Sotomayor (teljes nevén Javier Sotomayor Sanabria) (Limonar, Matanzas, 1967. október 13.) kubai magasugró, olimpiai és világbajnok. A magasugrás jelenlegi világcsúcstartója, szabadtéren 245 centiméterrel, fedettpályán 243 centiméterrel.

## Életpályája
Az 1992. évi barcelonai olimpián aranyérmet szerzett, majd világbajnok lett. Bár tagadta a vádakat és a kubai szövetség is kitartott mellette, 2000-ben eltiltották a versenyzéstől kokainfogyasztás miatt.
1993. július 27-én Salamancában megdöntötte a magasugrás világrekordját – amelyet 1989. július 29-e óta ő tart –, az új rekord 245 centiméter lett.